# Repas gastronomique des Français
Le repas gastronomique des Français est une tradition culinaire inscrite par l'UNESCO au Patrimoine culturel immatériel de l'humanité (PCI) le 16 novembre 2010. C'est l’une des premières traditions culinaires qui y soit enregistrée. À travers cette inscription, la spécificité du repas français est reconnue, au même titre que de nombreuses traditions sociales et culinaires dans le monde : la cuisine mexicaine, le régime méditerranéen, le washoku (tradition culinaire des Japonais), et plus récemment, en 2017, l’art du pizzaiolo napolitain.

## Définition

### Notion de patrimoine culturel immatériel
L’inscription du repas gastronomique des Français témoigne de l’évolution de la définition de patrimoine culturel protégé par l’UNESCO. Comme le rappelle l’agence onusienne, « ce que l’on entend par patrimoine culturel a changé de manière considérable au cours des dernières décennies » et va bien au-delà des monuments et collections d’objets. Il comprend ainsi « les traditions ou les expressions vivantes héritées de nos ancêtres et transmises à nos descendants, comme les traditions orales, les arts du spectacle, les pratiques sociales, rituels et événements festifs, les connaissances et pratiques concernant la nature et l’univers ou les connaissances et le savoir-faire nécessaires à l’artisanat traditionnel. » Cette évolution s’est traduite par l’adoption en 2003 de la Convention pour la sauvegarde du patrimoine culturel immatériel (PCI) dont l’article 2 propose une définition large du patrimoine culturel immatériel.

### Éléments constitutifs

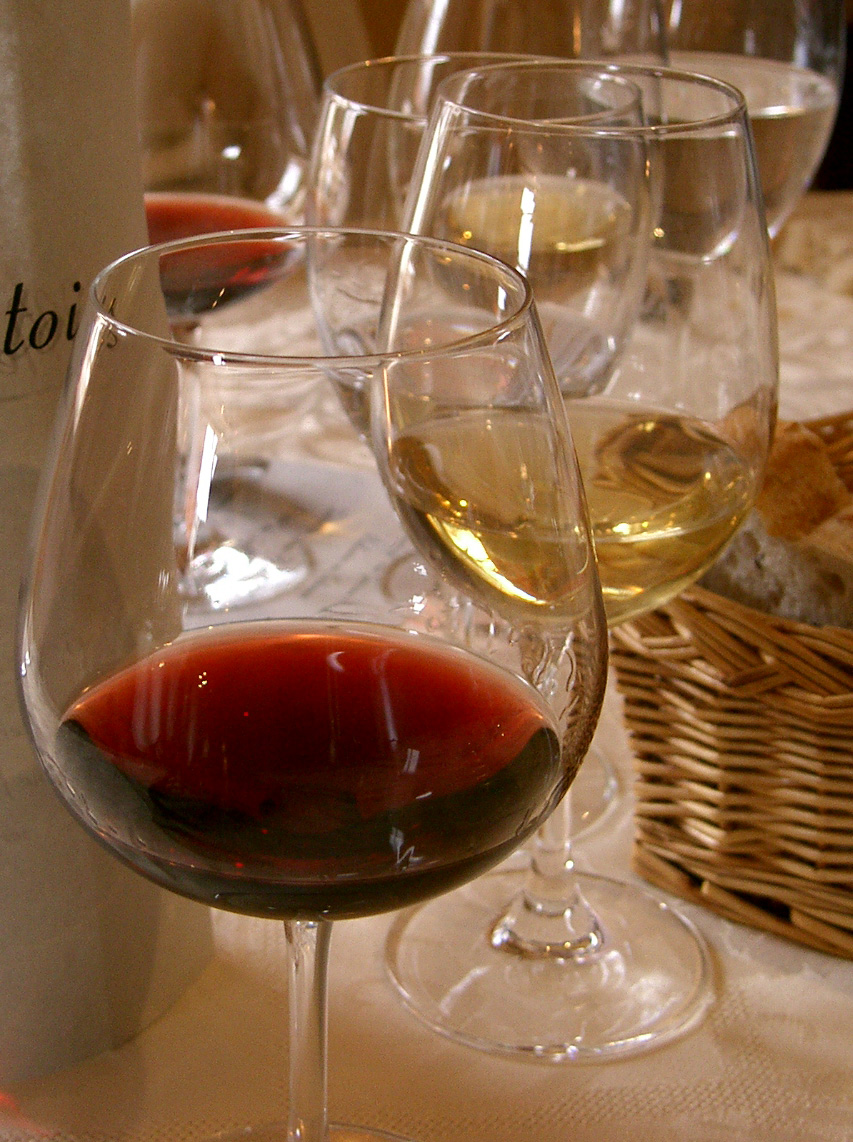
Le vin, élément essentiel du repas gastronomique des Français.

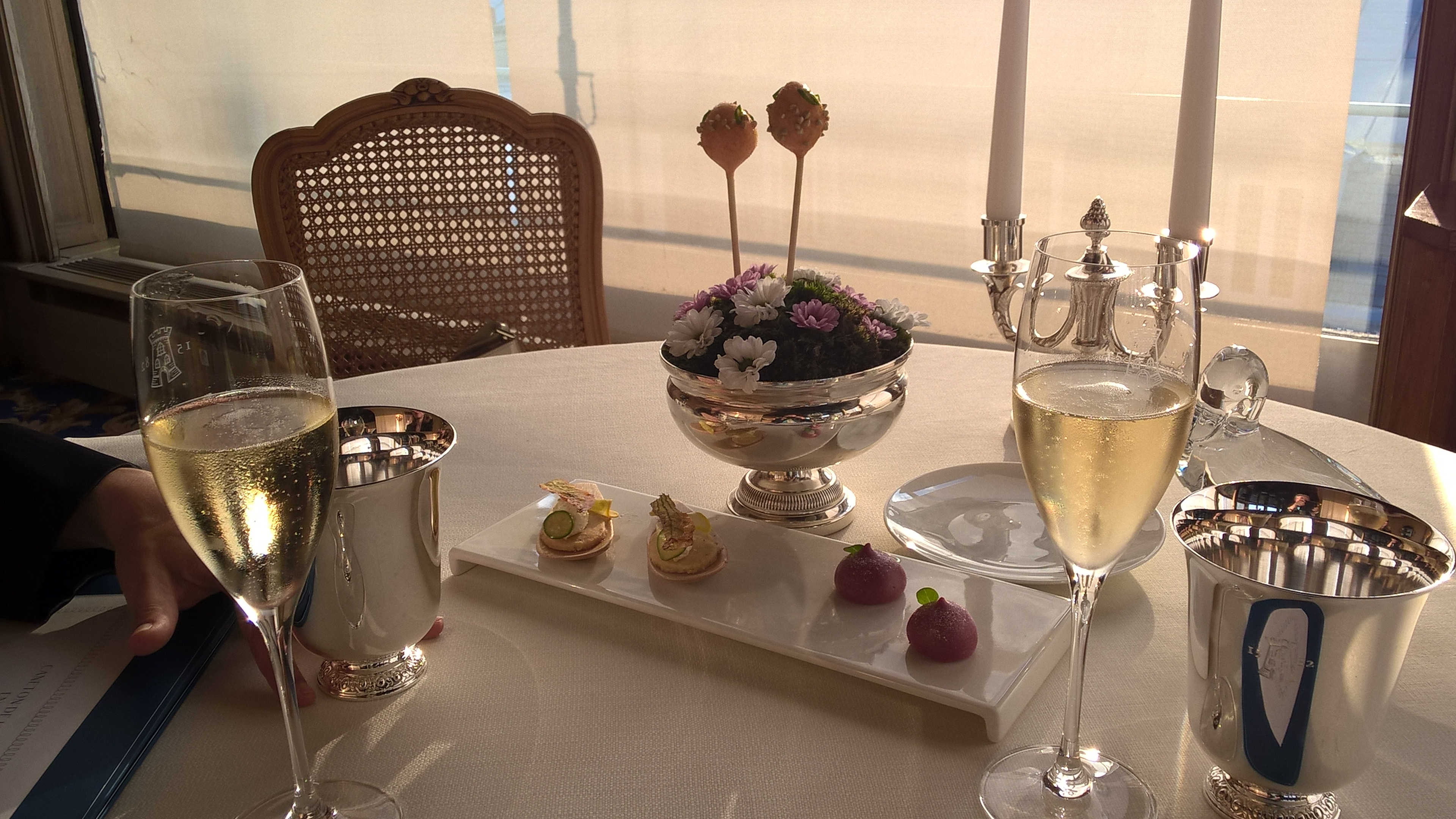
Soin attribué par les Français à une table bien décorée.

Le repas gastronomique des Français, tel que retenu par Comité intergouvernemental de sauvegarde du patrimoine culturel immatériel se définit comme : « une pratique sociale coutumière destinée à célébrer les moments les plus importants de la vie des individus et des groupes, tels que naissances, mariages, anniversaires, succès et retrouvailles. Il s’agit d’un repas festif dont les convives pratiquent, pour cette occasion, l’art du « bien manger » et « du bien boire ». »   

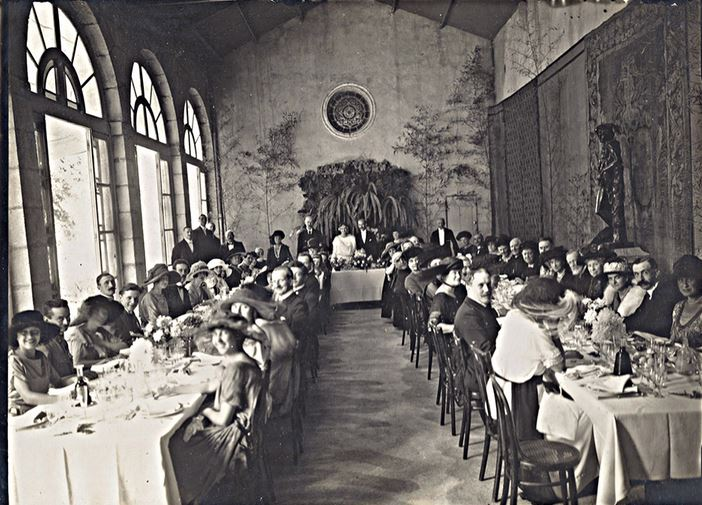
Banquet de mariage, 1921.

Les mets et vins s’adaptent aux occasions et terroirs : repas de famille, entre amis, produits locaux, produits plus nobles, etc. Le repas gastronomique implique une préparation (choix des recettes, recette de chef, recette de famille, etc.), ainsi qu’un rituel dans la présentation de la table et la dégustation des plats qui le différencie du repas quotidien.
Le repas gastronomique des Français inclut :
- le choix attentif des mets parmi un corpus de recettes qui ne cesse de s’enrichir ;
- l’achat de bons produits, de préférence locaux, dont les saveurs s’accordent bien ensemble ;
- le mariage entre mets et vins ;
- la décoration de la table ;
- la conversation ou discours gastronomique[10].

Le déroulement du repas est également bien défini et s'effectue selon un ordre structuré (entrée, poisson et/ou viande, fromages, desserts), qui privilégie la gradation des saveurs. Le Comité souligne que la convivialité et le partage sont au cœur du repas gastronomique des Français et que « le patrimoine culturel immatériel ne peut être patrimoine que lorsqu’il est reconnu comme tel par les communautés, groupes et individus qui le créent, l’entretiennent et le transmettent ». L'UNESCO constate que « des personnes reconnues comme étant des gastronomes », c'est-à-dire connaissant les traditions culinaires françaises, transmettent aux nouvelles générations ces traditions et en préservent la mémoire.

## Inscription au patrimoine culturel immatériel de l'UNESCO
Le dossier de candidature à l’UNESCO, porté par la Mission Française du Patrimoine et des Cultures Alimentaires, est accessible sur le site de l’UNESCO.  Il inclut notamment un film de présentation et de soutien à la candidature de la France.

### Chronologie
- 2003 : adoption de la Convention pour la sauvegarde du patrimoine culturel immatériel .
- 2006 : ratification de la Convention par la France.
- 24 novembre 2006 : Francis Chevrier, directeur de l'Institut européen d'histoire et des cultures de l'alimentation (IEHCA) propose, lors d’une conférence de presse à Tours, l’idée d’une candidature visant à faire reconnaître par l’UNESCO un élément du patrimoine gastronomique de la France.
- 5 février 2008 : création de la Mission Française du Patrimoine et des cultures Alimentaires[13] (MFPCA).
- 23 février 2008 : discours du Président de la République française Nicolas Sarkozy au Salon international de l'agriculture annonçant la candidature française[14].
- 1er avril 2008 : Francis Chevrier publie dans la presse une tribune qui marque le lancement de la candidature française[15].
- 16 novembre 2010 : inscription du repas gastronomique des Français sur la liste représentative du patrimoine culturel immatériel[1].

### Genèse de la candidature
Le projet d’inscription du repas gastronomique des français au PCI est initié par l'Institut européen d'histoire et des cultures de l'alimentation (IEHCA) de Tours. Afin d’obtenir un appui officiel, l’Institut mène des actions de sensibilisation auprès de la classe politique,. Il reçoit le soutien public de Nicolas Sarkozy, lors sa première visite officielle au salon de l’Agriculture en qualité de Président de la République.

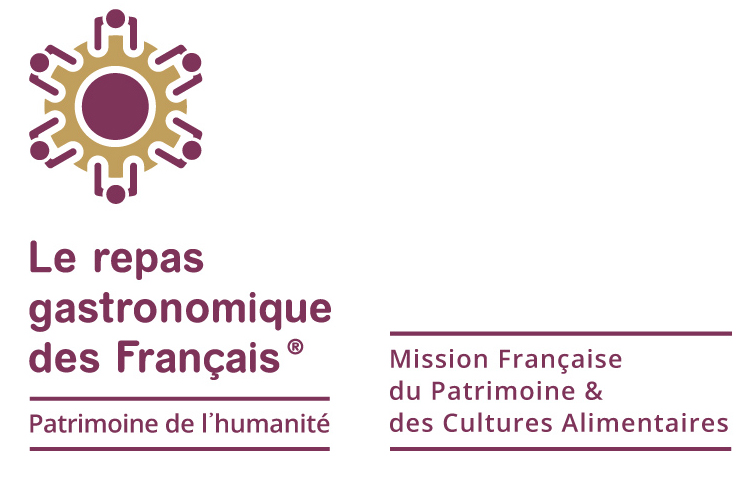
Logo du Repas Gastronomique des Français.

En février 2008, la Mission Française du Patrimoine et des Cultures Alimentaires est créée sous forme d’association loi de 1901. Présidée par Jean-Robert Pitte et dirigée par Pierre Sanner, elle est chargée de mener à bien le projet, en étroite concertation avec le gouvernement et notamment le ministère de l’Agriculture et le ministère de la Culture. Dans le même temps, l’historienne Julia Csergo est mise à disposition par le ministère de l'enseignement supérieur afin de coordonner l’élaboration scientifique du dossier de candidature.
Entre 2008 et 2010, un grand nombre d’événements sont organisés dans le cadre de la candidature (journées d’étude, rencontres, colloques). Grâce à la mobilisation française, le 16 novembre 2010, le comité intergouvernemental de sauvegarde du patrimoine culturel immatériel réuni à Nairobi décide d’inscrire le repas gastronomique des Français sur la liste du patrimoine culturel immatériel. Afin de remplir les conditions d’inscription (critère n°5), il est inscrit la même année à l'inventaire du patrimoine culturel immatériel en France.

## Engagements de la France
L’inscription d’un élément sur l’une des listes du patrimoine culturel immatériel (PCI) de l’UNESCO doit s’accompagner de mesures de sauvegarde afin d’en assurer la « protection et la promotion » dans le respect de la Convention pour la sauvegarde du patrimoine culturel immatériel.
Dans ce cadre, la France s’est engagée à mettre en place un plan d’action dont les principaux objectifs sont :
- la transmission des valeurs du repas gastronomique des Français aux nouvelles générations,
- le développement des instruments de recherche et de coopération de dimension nationale et internationale,
- la création d’établissements culturels dédiés.

### Transmission
La France s’est engagée à transmettre les valeurs du repas gastronomique des Français aux nouvelles générations, ce qui s’est notamment traduit par le développement d’outils de transmission par l’éducation et la culture dont on peut citer à titre d’exemple :  
- Le numéro spécial TDC (textes et documents pour la classe) dédié au repas gastronomique des Français, outils de sensibilisation et d’accompagnement pour les enseignants[22].
- Le beau livre Le repas gastronomique des Français[23], ouvrage collectif publiée sous la direction de Loïc Bienassis et Francis Chevrier, édité aux Éditions Gallimard, dans lequel auteurs, cuisiniers, critiques et universitaires reviennent sur l’histoire du patrimoine gastronomique de la France et expliquent ce qu’est pour les Français cet art du bien-être autour de la table.
- Le documentaire de 52 minutes, A table ! Voyage dans nos habitudes alimentaires[24], de Philippe Baron, coproduit par France Télévisions et TGA productions, avec le soutien éditorial de l’IEHCA.
- L'identité passe à table, un long entretien avec Pascal Ory[25] au sujet de la reconnaissance par l’UNESCO, de l’avenir gastronomique de l’humanité en général, et de la France en particulier, publié en 2012.
- Le manuel d’enseignement du français langue étrangère édité par les Presses universitaires de Grenoble, A Table ! À la découverte du repas gastronomique des Français[26], distribué dans la quasi-totalité des Alliances françaises.
- Le cahier de coloriage agrémenté de recettes et d’anecdotes A table !, tous gastronomes[27], pour partir à la découverte de la gastronomie française, du repas des Français, de la Cité de la Gastronomie Paris-Rungis...

### Recherche et coopération
La France s’est engagée à développer des instruments de recherche et de coopération de dimension nationale et internationale, ce qui s’est notamment traduit, entre autres, par la création d’un centre de documentation, d’une unité mixte de recherche, de centres de réflexion autour du développement des territoires…
A titre d’exemple, l’IEHCA et les Presses universitaires de Rennes ont collaboré pour la création d’une collection d’ouvrages de recherche intitulée Tables des hommes.

### Cités de la Gastronomie
La France s’est engagée à créer des établissements culturels dédiés à ce patrimoine. Mesure-phare de l’action de la France dans le domaine, les ministères de la Culture et de l’Agriculture ont officialisé le 19 juin 2013, la création d’un réseau de Cités de la Gastronomie articulé autour de pôles spécifiques. La MFPCA, organisme chargé d’assurer avec l’État la mise en place et le suivi des mesures de sauvegarde, coordonne les travaux du réseau, notamment pour ce qui relève des programmes culturels, éducatifs et scientifiques.
À Tours, la « Villa Rabelais », inaugurée en septembre 2016, met l’accent sur le patrimoine et les sciences humaines et sociales, notamment à travers la création d’une université des sciences gastronomiques.
À Dijon, la Cité internationale de la gastronomie et du vin, a ouvert ses portes en 2019 dans l’ancien hôpital général à proximité du centre historique de la ville. Cette Cité a pour mission de valoriser à la fois le repas gastronomique des Français et les « climats » du vignoble de Bourgogne, tous deux inscrits au patrimoine mondial de l’UNESCO.
La Cité internationale de la gastronomie de Lyon a été inaugurée en 2019 à l'Hôtel-Dieu de Lyon, autour des thématiques de l’alimentation et la santé.

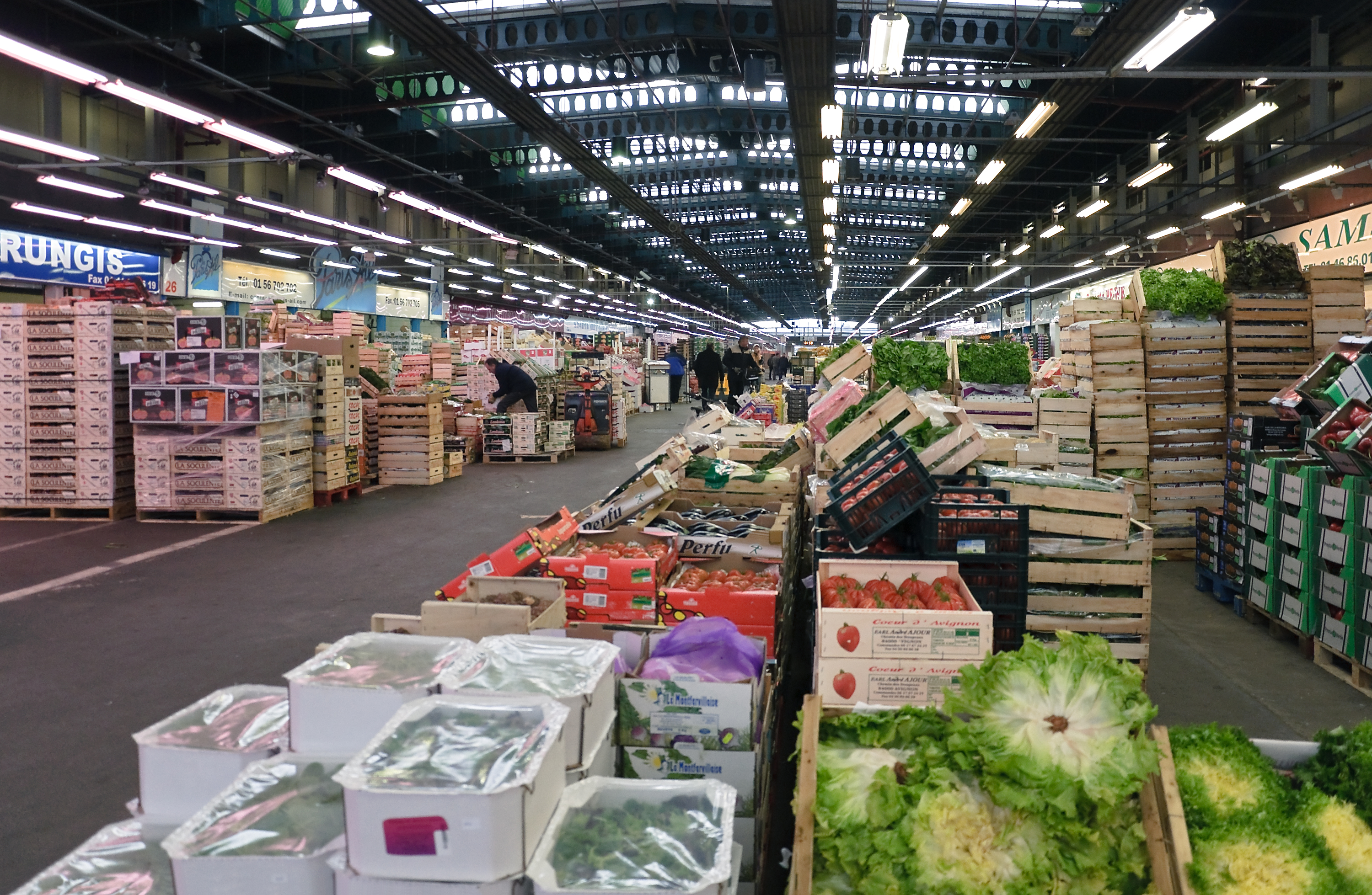
Marché de Rungis.

À Paris-Rungis, la Cité de la Gastronomie ouvrira en 2024 à côté du Marché d’intérêt national de Rungis dont l’objectif sera de valoriser une alimentation durable et la gastronomie responsable autour de la pratique sociale du repas.

## Événements

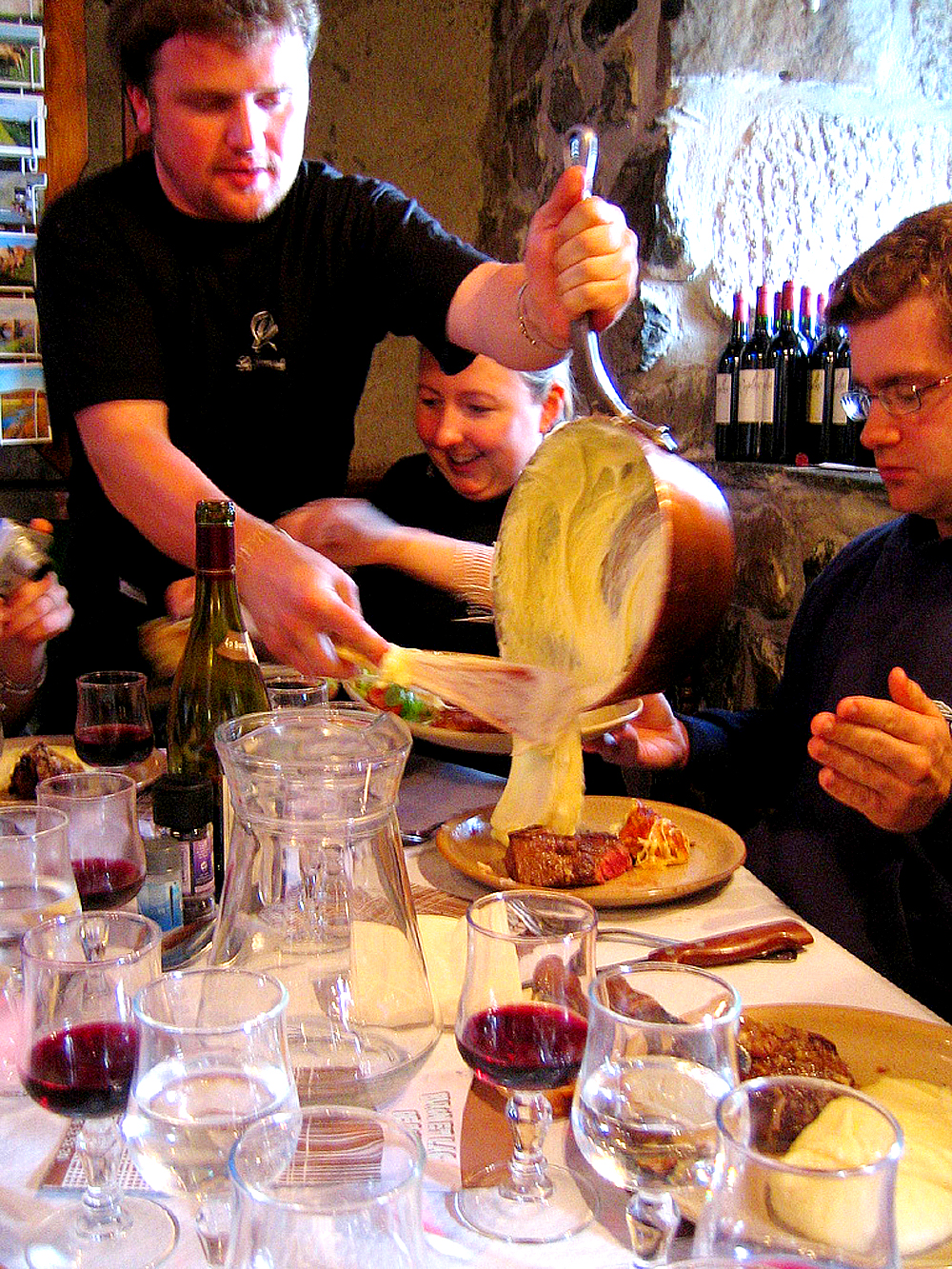
Exemple de spécialité locale : l'aligot.

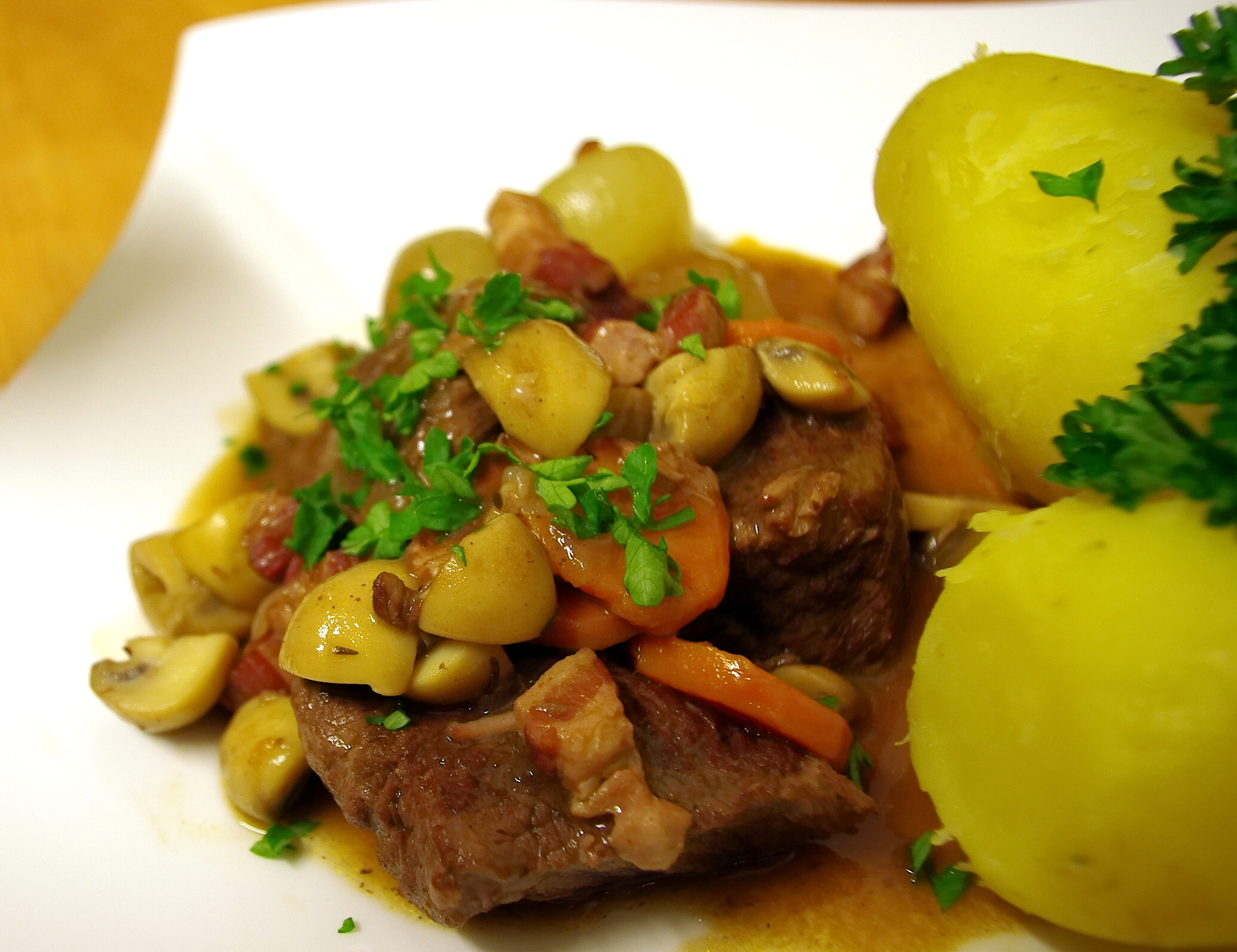
Exemple de plat convivial français, le bœuf Bourguignon.

Traditionnellement, les célébrations autour de la gastronomie sont toujours organisées en France autour de produits de qualité, d’un plat local ou d’une cuisine régionale. Il s’agit d’autant d’occasions pour les consommateurs de rencontrer les artisans des métiers de bouche, et de découvrir nouveaux produits et savoir-faire. Ces événements festifs, souvent accompagnés d’autres manifestations artistiques et pédagogiques (conférence, atelier, exposition, etc.), participent de la transmission de la connaissance et savoirs gastronomiques.
Ainsi, sont organisées depuis plusieurs années différentes actions régionales, nationales et à résonance internationale.

### Fête de la Gastronomie
Créée en 2011 par le ministère de l’Économie et des Finances en partenariat avec le Ministère de l’Agriculture, la fête de la Gastronomie est célébrée chaque année pour faire honneur à la tradition française. Elle se déroule sur trois jours, le dernier week-end de septembre partout en France. Elle constitue un point de rencontre entre les acteurs de la gastronomie et les consommateurs, et son objectif est de faire découvrir la richesse des traditions culinaires françaises.

### Goût de France / Good France
L’ensemble des événements institutionnels, dont la fête de la Gastronomie, ont été fédérés sous la bannière Goût de France/Good France. Cette initiative lancée par le Ministère de l'Europe et des Affaires étrangères a pour objectif de valoriser et de promouvoir les traditions culinaires françaises à l’étranger.
L’inscription du repas gastronomique des Français permet également la valorisation de nombreux territoires et de leurs traditions culinaires. C’est le cas par exemple des initiatives de l’Association du Grand Est, qui regroupe les comités régionaux du tourisme d’Alsace, de Bourgogne, de Champagne-Ardenne, de Franche-Comté et de Lorraine, et organise des événements et lance des campagnes autour de ses terroirs : Œnotourisme, labellisation des produits de qualité, création de routes touristiques, cours de cuisine, etc.

## Enjeux

### Gastronomie et histoire de France
La reconnaissance patrimoniale du repas gastronomique des Français est l’aboutissement d’une histoire de quatre siècles qui vit la gastronomie être utilisée comme une marque de prestige par les nobles et les bourgeois, un instrument d’influence diplomatique par les rois et les présidents, un outil de promotion de la production agricole, de la diversité et des terroirs français, un symbole républicain d’unité des territoires de France. La gastronomie française et les repas diplomatiques ont souvent joué un rôle capital dans les grandes heures de l’Histoire de France, révélant l'importance de la table comme un acte politique, diplomatique et culturel. Lorsque le général de Gaulle reçoit John et Jackie Kennedy en 1961, des « suprêmes de turbot Régence » sont servis à l'Élysée. Le lendemain, le dîner de gala, servi dans la galerie des Glaces du château de Versailles, comporte une « timbale de sole Joinville » et un « cœur de filet de charolais Renaissance », reflétant bien cette adéquation entre le lieu, la cuisine et le noms des plats. Une forme de roman national s'écrit à travers l'appellation des plats.

### Enjeux économiques
En 2014, Laurent Fabius, alors ministre des affaires étrangères, crée le terme de « gastrono-diplomatie » mettant en relief l’enjeu économique qui sous-tend la promotion de la cuisine française. Il cite Winston Churchill s’adressant aux troupes britanniques pendant la Seconde Guerre mondiale : « Nous ne nous battons pas seulement pour la France, nous nous battons également pour le champagne », pour exhorter la France à s'appuyer sur ces « avantages concurrentiels majeurs » que sont la gastronomie et l'œnologie françaises. Avec 600 000 salariés, la restauration commerciale est en effet le 5e secteur d'emplois en France tandis que la filière du vin (558 000 emplois directs et indirects représente le 2e secteur excédentaire dans la balance commerciale française des biens, après l'aéronautique. La gastronomie sert également de vitrine au secteur agroalimentaire français (195 milliards d'euros de chiffre d'affaires en 2015, premier secteur d’exportation), toutes deux créatrices de richesses et d’emplois.

## Débats

### Une notoriété critiquée
La France s’est longtemps reposée sur sa notoriété en matière de gastronomie, ce qui explique un relatif retard de politiques volontaristes en matière de promotion.
Comme le souligne Gilles Bragard, créateur du Club des Chefs des Chefs, la publication du classement des 50 meilleurs restaurants du magazine britannique Restaurant en 2014, a jeté un réel pavé dans la mare, car même si ce classement est controversé, du fait des nationalités des divers sponsors, il s’avère que le nombre insignifiant de restaurants français cités (5 en 2014) a suscité de nombreux questionnements. De même, certaines voix se sont élevées contre la place prise par l’industrie agroalimentaire française dans la promotion du repas gastronomique des Français. Ils dénoncent un « affichage marchand de la supériorité de la cuisine française », notamment en réponse à Nicolas Sarkozy, alors Président de la République française, qui déclarait la gastronomie française « meilleure gastronomie au monde ».
L’historienne Julia Csergo, responsable scientifique du dossier de candidature, pose aujourd’hui la question de la légitimité de son action considérant qu’elle a « inventé » le concept : « J’ignore, et personne ne le saura jamais (?), si j’ai donné un nom à une chose qui existait et qui n’en avait pas, ou si nommer une chose qui n’existait pas l’a fait exister ». 
Cécile Duvelle, ancienne secrétaire de la Convention pour la sauvegarde du patrimoine culturel immatériel, souligne quant à elle : « Il est fondamental de comprendre qu’il ne s’agit pas d’un concours, ou seuls les meilleurs seraient élus. Il n’y a pas de gagnant ou de perdant s’agissant du patrimoine immatériel. Il y a un registre de valeur subjective, la valeur que la communauté accorde à son propre patrimoine. […] Nous ne sommes pas à la recherche de l’exceptionnel ou de l’unique, mais du signifiant pour les communautés concernées. »

### Une spécificité parfois difficile à établir
Les comportements alimentaires attachés au repas gastronomique des Français peuvent se retrouver dans une plus ou moins grande mesure, dans les cultures et traditions d’autres pays. Certains considèrent ainsi que certaines caractéristiques du modèle contemporain du repas des Français - la culture du produit, la répartition des repas au long de la journée en trois moments (déjeuner, dîner, souper) ou encore l'association du repas à la conversation autour d'une table - relèvent essentiellement d’un héritage de la cuisine italienne. Les variations des modes de consommation autour d'un repas d'un pays à l'autre sont en effet complexes et semblent liées à une multitude de facteurs. Les Suédois ont par exemple la même conception de ce qu'est « un bon repas », mais ils attachent plus d'importance à la régularité que les Français, pour lesquels c'est la convivialité qui est primordiale.

### Ouvrages
- C. Grignon, « La règle, la mode et le travail : la genèse sociale du modèle des repas français contemporains », in Aymard, Grignon & Sabban, Le Temps de manger, alimentation, emploi du temps et rythmes sociaux, MSH de l'INRA, Saclay, 1993, pp. 275-323.
- Jean-Paul Aron, Le Mangeur du XIXe siècle, Paris, Denoël, Gonthier, 1973.
- François Ascher, Le Mangeur hypermoderne : une figure de l’individu éclectique, Paris, Odile Jacob, 2005.
- Loïc Bienassis, Francis Chevrier, Le repas gastronomique des Français, Gallimard, 2015.
- Jean-Jacques Boutaud, (sous la dir.), La gastronomie au cœur de la Cité,  Éditions universitaires de Dijon, 2016, 252 p.
- Alberto Capatti, Le goût du nouveau : origines de la modernité alimentaire, Paris, Albin Michel, 1989.
- Noëlle Chatelet, A table, Paris, La Martinière, 2007.
- Noëlle Chatelet, Le corps à corps culinaire, Paris, Seuil, 1998.
- Francis Chevrier, Notre gastronomie est une culture, le repas gastronomique des Français au patrimoine de l’humanité, Paris, François Bourin éditeur, 2011
- CNAC, L’Inventaire du patrimoine culinaire de la France, Albin –Michel, 22 vol. depuis 1989.
- Jane Cobbi, Jean-Louis Flandrin, Tables d’hier, Tables d’ailleurs, Odile Jacob, 1999, 496 p.
- Jean-Pierre Corbeau, Jean-Pierre Poulain, Penser l’alimentation : entre imaginaire et rationalité, Toulouse, Privat, 2002.
- Benedetta Craveri, L’Age de la conversation, Paris, Gallimard, 2002.
- Julia Csergo, Jean-Pierre Lemasson (dir.), Voyages en gastronomie. L’invention des capitales et des régions gourmandes, Paris, Autrement, 2008.
- Alain Drouard, Les Français et la table : alimentation, cuisine, gastronomie du Moyen Âge à nos jours, Paris, Ellipses, 2005.
- Alain Drouard, Jean-Pierre Williot (dir.), Histoire des innovations alimentaires : XIXe et XXe siècles, Paris, L’Harmattan, 2007.
- Alain Ducasse, Dictionnaire amoureux de la cuisine, Paris, Plon, 2003.
- Auguste Escoffier, Souvenirs inédits : 75 ans au service de l’art culinaire, Marseille, Jeanne Laffitte, 1985.
- Jean Ferniot, Rapport aux ministres sur la promotion des arts culinaires, Paris, Ministère de la Culture, Ministère de l’agriculture, 1985.
- Gilles Fumey, Olivier Etcheverria, Atlas mondial des cuisines et gastronomies : une géographie gourmande, Paris, Autrement, 2004.
- Claude Fischler, Estelle Masson (dir.), Manger : Français, Européens et Américains face à l’alimentation, Paris, Odile Jacob, 2007.
- Jean-Louis Flandrin, L’Ordre des mets, Odile Jacob, 2002, 288 p.
- Jean-Louis Flandrin, Massimo Montanari (dir.), Histoire de l’alimentation, Paris, Fayard, 1996.
- René Goscinny (scénario), Albert Uderzo (dessin), Le Tour de Gaule d'Astérix, Hachette, 2004, 48p.
- Colette Guillemard, Les mots de la cuisine et de la table, Belin, 1990, 429 p.
- Bruno Laurioux, Martin Bruegel (dir.), Histoire et identités alimentaires en Europe, Paris, Hachette littératures, 2002.
- Bruno Laurioux, Manger au Moyen Âge : pratiques et discours alimentaires en Europe aux XIVe et XVe siècles, Paris, Hachette littératures, 2002.
- Claude Levi-Strauss, L’origine des manières de table, Paris, Plon, 1968.
- Joël Robuchon (dir.), Le Grand Larousse Gastronomique, Larousse, 2007, 989 p.
- Maison des Cultures et du Monde, Le patrimoine culturel immatériel : les enjeux, les problématiques, les pratiques, Arles, Babel, Actes Sud (Internationale de l’imaginaire. Nouvelle série N° 17), 2004.
- Claudine Marenco, Manières de table, modèles de mœurs, 17ème-20ème siècle, Ecole Normale Supérieure de Cachan, 1992, 310 p.
- T. Mathé, A. Francou, J. Colin, et P. Hebel, Cahiers de Recherche, no 283 « Comparaison des modèles alimentaires français et états-uniens », CRÉDOC, Paris, 2011, p. 13 [lire en ligne] [PDF]
- Stephen Mennell, Français et Anglais à table, du Moyen Âge à nos jours, Paris, Flammarion, 1987.
- Christian Millau, Dictionnaire amoureux de la gastronomie, Paris, Plon, 2008.
- Massimo Montanari, Jean-Robert Pitte, Les frontières alimentaires, Paris, CNRS, 2009.
- Philippe Mordacq, Le Menu, Une histoire illustrée de 1751 à nos jours, Laffont, 1989.
- Sidonie Naulin, « Le repas gastronomique des Français : Genèse d’un nouvel objet culturel », in Sciences de la société, no 87, 2012, pp. 8-25.
- Michel Onfray, Le Ventre des philosophes. Critique de la raison diététique, Paris, Grasset, 1989.
- Michel Onfray, La Raison gourmande. Philosophie du goût, Paris, Grasset, 1995.
- Pascal Ory, Le discours gastronomique français des origines à nos jours, Paris, Gallimard, 1998.
- Jean-Robert Pitte, Gastronomie française. Histoire et géographie d’une passion, Fayard,1991, 265 p.
- Jean-Robert Pitte, Géographie culturelle, Paris, Fayard, 2006.
- Jean-Robert Pitte, Les accords mets-vins, CNRS Éditions, 2017.
- Jean-Robert Pitte, Atlas gastronomique de la France, Armand Colin, 2017.
- Jean-Pierre Poulain, Sociologies de l’alimentation : les mangeurs et l’espace social alimentaire, Paris, Presses Universitaires de France, 2005.
- Florent Quellier, La Table des Français. Une histoire culturelle (XVe-début XIXe siècle), PUR, 2007.
- Patrick Rambourg, De la cuisine à la gastronomie. Histoire de la table française, Paris, Audibert, 2005, 286 p.  (ISBN 2-84749-059-0).
- Patrick Rambourg, Histoire de la cuisine et de la gastronomie françaises, Paris, Perrin (coll. tempus n°359), 2010, 381 p.  (ISBN 978-2-262-03318-7)
- Jean-François Revel, Un festin en paroles. Histoire littéraire de la sensibilité gastronomique de l’Antiquité à nos jours, J.-J. Pauvert, 1985.
- Revue internationale de l'Imaginaire, Le patrimoine culturel immatériel, Les enjeux, les problématiques, les pratiques, Paris, Maison des cultures du monde, Arles, Actes Sud, 1997.
- Marcel Rouf, La Vie et la Passion de Dodin-Bouffant, Gourmet, Album Dargaud, 2014.
- Anthony Rowley, À table ! la fête gastronomique, Paris, Gallimard, 1994.
- Anthony Rowley, Une histoire mondiale de la table : stratégies de bouche, Paris, Odile Jacob, 2006.
- Laurent Stefanini, À la table des diplomates, L’histoire de France racontée à travers ses grands repas, 1520-2015, L’Iconoclaste, 2016.
- Kilien Stengel, Traité de gastronomie française - Culture et Patrimoine, Sang de la terre, 2012.
- Jean Vitaux, Dictionnaire du gastronome, Paris, PUF, 2008.
- Théodore Zeldin, Histoire des passions françaises, Paris, Seuil, 1980.

### Revues
- À table ! Le monde dans votre assiette, La GéoGraphie, terre des hommes, no 7, hiver 2010.
- Cuisine, Culture, Patrimoine, Gusto, no 4, automne 2007
- Le Nouveau Tourisme gastronomique, Espaces, Tourisme et loisirs, no 320, septembre-octobre 2014
- Je suis ce que je mange, la pensée diététique de Platon à Michel Onfray, Philosophie magazine, n°50, juin 2011.
- La cuisine est elle un art ?, Beaux-Arts Magazine, no 211, décembre 2001.
- La Gastronomie, le Vin, l’Art, Magazine Art Presse, n°10, août -sept -octobre 2008.
- La Grande bouffe, une société folle de cuisine, Les Inrockuptibles, no 938, 20-26 novembre 2013.
- Le repas gastronomique des Français, TDC (Textes et Documents pour la Classe), no 1064, 15 novembre 2013
- Littérature et gastronomie – Les mots à la bouche, Le Magazine littéraire, no 480, novembre 2008.

### Vidéos
- « À table ! , voyage dans nos habitudes culinaires », un documentaire de Philippe Baron (2015) 52 minutes, co-production TGA productions/ France Télévision